# Ilia Vekua
Ilia Nestorovich Vekua (em georgiano: ილია ვეკუა) (Abecásia, 23 de abril de 1907 — Tbilisi, 2 de dezembro de 1977) foi um matemático georgiano.
Dedicou-se principalmente a equações diferenciais parciais, equações integrais, funções analíticas e teoria matemática de cascas.

## Vida
Vekua estudou na Universidade Estatal de Tbilisi, onde foi professor em 1940. Em 1954 foi diretor do Instituto de Matemática Steklov, em Moscou. Em 1959 foi o primeiro reitor da Universidade Estatal de Novosibirsk. Foi vice-presidente da Academia Nacional de Ciências da Geórgia, de 1964 a 1965, e presidente, de 1972 a 1977.
Foi sepultado no Pantheon de Mtatsminda, em Tbilisi.

## Condecorações
Foi condecorado com o Prêmio Estatal da URSS, em 1950 e 1985. Recebeu o Prêmio Lenin, em 1963. Recebeu o título de Herói do Trabalho Socialista, em 1969. Além disso recebeu três Ordens de Lenin.